# 렌초 모리지
렌초 모리지(이탈리아어: Renzo Morigi, 1895년 2월 28일~1962년 4월 13일)는 이탈리아의 사격 선수로 1932년 하계 올림픽에서 25m 속사권총 종목의 금메달을 획득하였다.

## 개인 생활
라벤나에서 태어난 모리지는 제1차 세계 대전에서 이탈리아 육군에 복무하고 1921년 국가 파시스트당에 입당하였다. 그는 에밀리아 지방을 통하여 국가안보의용민병대의 활동들을 지도하였다.
67세의 나이로 볼로냐에서 사망하였다.